# Albi d'Oro - serie della prateria
La serie della prateria degli Albi d'Oro venne pubblicata con cadenza bisettimanale dall'8 gennaio 1953 al 31 marzo 1955 per 85 numeri da Arnoldo Mondadori Editore, (in concomitanza con la serie comica), con materiale western di Pecos Bill (68 albi) e di Oklaoma! (17 albi).

## Albi

### 1953
| N. | Data         | Titolo                                 | Serie                 |
| -- | ------------ | -------------------------------------- | --------------------- |
| 1  | 8 gennaio    | Notte d'orrore (n° 15)                 | Oklahoma!             |
| 2  | 15 gennaio   | L'ultima missione (n° 33)              | Pecos Bill (2ª serie) |
| 3  | 22 gennaio   | Sangue sul fiume (n° 16)               | Oklahoma!             |
| 4  | 29 gennaio   | Oltre la morte (n° 34)                 | Pecos Bill (2ª serie) |
| 5  | 5 febbraio   | Cavalleggeri, carica! (n° 17)          | Oklahoma!             |
| 6  | 12 febbraio  | L'uomo ombra (n° 35)                   | Pecos Bill (2ª serie) |
| 7  | 19 febbraio  | Doppio agguato (n° 18)                 | Oklahoma!             |
| 8  | 26 febbraio  | A tu per tu con le belve (n° 36)       | Pecos Bill (2ª serie) |
| 9  | 5 marzo      | Uomini rossi, aiuto! (n° 19)           | Oklahoma!             |
| 10 | 12 marzo     | I cinque totem (n° 37)                 | Pecos Bill (2ª serie) |
| 11 | 19 marzo     | Red Bone il sangue misto (n° 20)       | Oklahoma!             |
| 12 | 26 marzo     | La foresta allucinante (n° 38)         | Pecos Bill (2ª serie) |
| 13 | 2 aprile     | La donna dello specchio magico (n° 21) | Oklahoma!             |
| 14 | 9 aprile     | Il cane fiammeggiante (n° 39)          | Pecos Bill (2ª serie) |
| 15 | 16 aprile    | I tre Sioux (n° 22)                    | Oklahoma!             |
| 16 | 23 aprile    | La lancia d'oro (n° 40)                | Pecos Bill (2ª serie) |
| 17 | 30 aprile    | Il ritorno di Jesse James (n° 23)      | Oklahoma!             |
| 18 | 7 maggio     | Il mistero del doppio volto (n° 41)    | Pecos Bill (2ª serie) |
| 19 | 14 maggio    | Tre contro la morte (n° 24)            | Oklahoma!             |
| 20 | 21 maggio    | Uskema, il vendicatore (n° 42)         | Pecos Bill (2ª serie) |
| 21 | 28 maggio    | Il redivivo (n° 25)                    | Oklahoma!             |
| 22 | 4 giugno     | Seguendo le stelle (n° 43)             | Pecos Bill (2ª serie) |
| 23 | 11 giugno    | La torre del diavolo (n° 44)           | Pecos Bill (2ª serie) |
| 24 | 18 giugno    | Per l'onore della bandiera (n° 26)     | Oklahoma!             |
| 25 | 25 giugno    | Il re dei razziatori (n° 45)           | Pecos Bill (2ª serie) |
| 26 | 2 luglio     | Fuochi nella notte (n° 46)             | Pecos Bill (2ª serie) |
| 27 | 9 luglio     | Sfida alla morte (n° 27)               | Oklahoma!             |
| 28 | 16 luglio    | I giorni della frontiera (n° 47)       | Pecos Bill (2ª serie) |
| 29 | 23 luglio    | L'ultimo rodeo (n° 48)                 | Pecos Bill (2ª serie) |
| 30 | 30 luglio    | Iulia aquila grigia (n° 49)            | Pecos Bill (2ª serie) |
| 31 | 6 agosto     | I disperati dell'Alabama (n° 28)       | Oklahoma!             |
| 32 | 13 agosto    | Gli indiani di "Cavallo Nero" (n° 50)  | Pecos Bill (2ª serie) |
| 33 | 20 agosto    | Il tam-tam del "Voo Doo" (n° 51)       | Pecos Bill (2ª serie) |
| 34 | 27 agosto    | Il fiume del vento (n° 52)             | Pecos Bill (2ª serie) |
| 35 | 3 settembre  | Il segreto di Daniel Emmet (n° 29)     | Oklahoma!             |
| 36 | 10 settembre | La morte della farfalla (n° 53)        | Pecos Bill (2ª serie) |
| 37 | 17 settembre | Il fuoco verde (n° 54)                 | Pecos Bill (2ª serie) |
| 38 | 24 settembre | Duello messicano (n° 55)               | Pecos Bill (2ª serie) |
| 39 | 1º ottobre   | Forziamo il blocco! (n° 30)            | Oklahoma!             |
| 40 | 8 ottobre    | La roccia della vendetta (n° 56)       | Pecos Bill (2ª serie) |
| 41 | 15 ottobre   | Il bandolero del Colorado (n° 57)      | Pecos Bill (2ª serie) |
| 42 | 22 ottobre   | La banda selvaggia (n° 58)             | Pecos Bill (2ª serie) |
| 43 | 29 ottobre   | La vittoria di Oklahoma (n° 31)        | Oklahoma!             |
| 44 | 5 novembre   | Testa o croce (n° 59)                  | Pecos Bill (2ª serie) |
| 45 | 12 novembre  | L'agguato fatale (n° 60)               | Pecos Bill (2ª serie) |
| 46 | 19 novembre  | Occhio rosso (n° 61)                   | Pecos Bill (2ª serie) |
| 47 | 26 novembre  | L'assalto al conestoga (n° 62)         | Pecos Bill (2ª serie) |
| 48 | 3 dicembre   | Il mistero di Rio Verde (n° 63)        | Pecos Bill (2ª serie) |
| 49 | 10 dicembre  | I demoni della palude (n° 64)          | Pecos Bill (2ª serie) |
| 50 | 17 dicembre  | Il grande fuoco (n° 65)                | Pecos Bill (2ª serie) |
| 51 | 24 dicembre  | Prigionieri delle fiamme (n° 66)       | Pecos Bill (2ª serie) |
| 52 | 31 dicembre  | I "Vigilantes" (n° 67)                 | Pecos Bill (2ª serie) |

### 1954
| N. | Data         | Titolo                                      | Serie                 |
| -- | ------------ | ------------------------------------------- | --------------------- |
| 1  | 7 gennaio    | Il terrore dell'Arizona (n° 68)             | Pecos Bill (2ª serie) |
| 2  | 21 gennaio   | Il talismano accusatore (n° 69)             | Pecos Bill (2ª serie) |
| 3  | 4 febbraio   | Il segreto della fiamma (n° 70)             | Pecos Bill (2ª serie) |
| 4  | 18 febbraio  | Lotta nelle tenebre (n° 71)                 | Pecos Bill (2ª serie) |
| 5  | 4 marzo      | Il deserto dipinto (n° 72)                  | Pecos Bill (2ª serie) |
| 6  | 18 marzo     | La legge del deserto (n° 73)                | Pecos Bill (2ª serie) |
| 7  | 1º aprile    | La vendetta dei bandolero (n° 74)           | Pecos Bill (2ª serie) |
| 8  | 15 aprile    | Il re degli abissi (n° 75)                  | Pecos Bill (2ª serie) |
| 9  | 29 aprile    | Nelle tenebre del passato (n° 76)           | Pecos Bill (2ª serie) |
| 10 | 13 maggio    | I figli della notte (n° 77)                 | Pecos Bill (2ª serie) |
| 11 | 27 maggio    | La grotta inviolabile (n° 78)               | Pecos Bill (2ª serie) |
| 12 | 10 giugno    | Il segreto del tatuato (n° 1)               | Pecos Bill (3ª serie) |
| 13 | 24 giugno    | Il pistolero del rodeo (n° 2)               | Pecos Bill (3ª serie) |
| 14 | 8 luglio     | Il carro di fuoco (n° 3)                    | Pecos Bill (3ª serie) |
| 15 | 22 luglio    | Il dominatore del cielo (n° 4)              | Pecos Bill (3ª serie) |
| 16 | 5 agosto     | Pecos Bill e la nave fantasma (n° 5)        | Pecos Bill (3ª serie) |
| 17 | 19 agosto    | Pecos Bill e l'isola misteriosa (n° 6)      | Pecos Bill (3ª serie) |
| 18 | 2 settembre  | Pecos Bill e la città sepolta (n° 7)        | Pecos Bill (3ª serie) |
| 19 | 16 settembre | Pecos Bill e il raggio verde (n° 8)         | Pecos Bill (3ª serie) |
| 20 | 30 settembre | Il terrore dell'aria (n° 9)                 | Pecos Bill (3ª serie) |
| 21 | 14 ottobre   | L'idolo messicano (n° 10)                   | Pecos Bill (3ª serie) |
| 22 | 28 ottobre   | Il mistero del Pony Express1 (n° 11)        | Pecos Bill (3ª serie) |
| 23 | 11 novembre  | Pecos Bill e l'inafferrabile bionda (n° 12) | Pecos Bill (3ª serie) |
| 24 | 25 novembre  | La grande vendetta (n° 13)                  | Pecos Bill (3ª serie) |
| 25 | 9 dicembre   | Pecos Bill e l'uomo della montagna (n° 14)  | Pecos Bill (3ª serie) |
| 26 | 23 dicembre  | La voce misteriosa (n° 15)                  | Pecos Bill (3ª serie) |

### 1955
| N. | Data        | Titolo                           | Serie                 |
| -- | ----------- | -------------------------------- | --------------------- |
| 1  | 6 gennaio   | Il segreto di Shaman (n° 16)     | Pecos Bill (3ª serie) |
| 2  | 20 gennaio  | Il fantasma vendicatore (n° 17)  | Pecos Bill (3ª serie) |
| 3  | 3 febbraio  | I senza terra (n° 18)            | Pecos Bill (3ª serie) |
| 4  | 17 febbraio | Il re del lazo (n° 19)           | Pecos Bill (3ª serie) |
| 5  | 3 marzo     | La galoppata della morte (n° 20) | Pecos Bill (3ª serie) |
| 6  | 17 marzo    | La pietra nera (n° 21)           | Pecos Bill (3ª serie) |
| 7  | 31 marzo    | La strada del cielo (n° 22)      | Pecos Bill (3ª serie) |